# Baños de Montemayor
Baños de Montemayor è un comune spagnolo di 737 abitanti situato nella comunità autonoma dell'Estremadura. È una città termale.